# ألكسندر إيليك
ألكسندر إيليك (بالصربية: Aлeкcaндap Илић)‏ هو دبلوماسي صربي، ولد في 1945.